# 黄药杜鹃
黄药杜鹃（学名：Rhododendron flavantherum）为杜鹃花科杜鹃花属下的一个种。

## 扩展阅读
- 維基物種上的相關：黄药杜鹃